# Antický pětiboj
Antický pětiboj (starořecky pentathlon, πένταϑλον) byl oblíbenou starověkou sportovní disciplínou; název pentathlon je odvozen ze starořeckých pojmů pente („pět“) a áthlon (sportovní závod o ceny). Těchto pět disciplín tvořil dromos (běh na 192 m), diskos (hod diskem), akon (hod oštěpem), halma (skok do dálky), palé (zápas).

## Charakteristika pětiboje
Pentathlon byl jednou z nejnáročnějších soutěžních disciplín starověkého Řecka. Jeho zakladatelem byl dle pověsti antický hrdina Iásón, vůdce padesátičlenné výpravy Argonautů, z nichž každý vynikal v nějakém sportu, ale pět mužů z výpravy všechny ostatní značně převyšovalo (Kalais a Zétés, synové boha větru Borea, byli nejlepší v běhu a skoku, Telamón, král Salamíny, házel nejdál diskem, Lynkeus z Messénie byl nejlepší v hodu oštěpem a Héraklés byl ze všech nejlepším zápasníkem, po něm fthíjský král Péleus, otec Achillea; posledně jmenovaný v tomto závodě Argonautů zvítězil).
Pětibojaři bývali pravidelně těmi nejzdatnějšími, nejvšestrannějšími a nejkrásnějšími atlety. Původně se nejspíše organizoval samostatný závod v běhu, hodu oštěpem, hodu diskem, skoku do dálky a zápase (v těchto samostatných disciplínách se udělovaly ceny za každý závod zvlášť). Pentathlon jako spojení těchto disciplín byl zaveden později. V Olympii se objevil od 18. her (708 př. Kr.) a soutěžili v něm pouze muži. Na 38. hrách byl vypsán i pro dorostence, ale následně byl zrušen a byl opět organizován jen pro muže. Vítězem se v něm stal pravděpodobně ten, kdo měl nejvíce bodů nebo zvítězil ve všech jeho částech či v nejvíce disciplínách – stačila tedy tři vítězství (někdy i dvě), při shodě vítězství rozhodoval poslední palé. Menší výhodu měli lehcí atleti (měli větší šanci dosáhnout dříve dvou či tří vítězství), ale při shodném počtu vítězství pak naopak těžcí atleti (při rovnosti počtu jednotlivých vítězství totiž rozhodoval palé).

## Disciplíny pětiboje

### Pořadí disciplín
Pořadí disciplín v pětiboji není do dnešních dnů jasné, je jen jisté, že se končilo zápasem. Podle jednoho z názorů mohl pětiboj začínat disciplínou dromos, jelikož tato měla na antických olympijských hrách speciální a výsadní postavení. Dromos a palé jsou z petathlonu jediné dvě disciplíny, které jsou i samostatnými soutěžními disciplínami. Disciplíny tedy mohly následovat například v tomto pořadí:
1. dromos, 2. diskos, 3. akon, 4. halma, 5. palé
Zápas byl určitě na posledním místě; je pravděpodobné, že běh se uskutečnil jako první kvůli jeho významnosti a postavení na antických olympijských hrách; hod oštěpem byl v Olympii pravděpodobně na terč/přesnost, čímž se vymykal lehkoatletické a rychlostní dvojici běh–skok, ale i silové dvojici hod diskem – zápas. Je také vhodnější volit dle jejich určení disciplíny střídavě – ne tedy za sebou ty, které zatěžují stejné tělesné partie.

### Dromos
Běh měl velkou kultovní významnost a byl velmi důležitý i z vojensko-politického hlediska vzhledem k řeckému způsobu boje po hoplítské reformě. Běžecký agón (soutěž) byl také nejlepší a nejspravedlivější aktivitou, jíž bylo možné porovnat areté (zdatnost) jedinců, což mu ještě více dodávalo na významu a což také dále potvrzuje tvrzení, že čestné zahajovací místo připadlo právě jemu. Běžci měli při závodě původně kryty slabiny, později však běhali úplně nazí. Prvním atletem závodícím v Olympii nahý bez roušky (diazóm či tribon) byl běžec Orsippos či Orrhippos z Megary (a po něm Sparťan Akanthos) v 8. století př. Kr. Významnost běhu potvrzuje i to, že se vždy celé olympijské hry jmenovaly dle jména jeho vítěze. Jeho technika a cvičení spočívala v dlouhých vysokých krocích s prudkým zvedáním kolen (pitylizó), důrazným zvedáním pat (pedanos), prudkých švizích paží až k hlavě, otevřených dlaních a mírně předkloněným tělem.. Cílem bylo doběhnout co nejrychleji do cíle, přitom se ale neměřil čas. Start začínal na signál; sportovci vybíhali ze stoje s mírným předklonem a lehkým předpažením a zanožením a paty či prsty nohy zaklesnutými v žlábcích startovních prahů, pět centimetrů širokých a tři centimetry hlubokých.

### Diskos
Do pětiboje dále patřil hod diskem (kotoučem, ve starořečtině diskos), kulatým kotoučem z kamene či bronzu na povrchu zdrsněným pískem a často zdobeným rytými či reliéfními obrazy tělesných cvičení nebo delfínů, jehož velikost a hmotnost se lišily – průměrem asi od 16,5 do 36 centimetrů (či dokonce až 50 centimetrů) a hmotností zhruba od 1,25 do 6,8 kilogramů. Tento Řekové považovali za silovou disciplínu jako třeba zápas. Házelo se (asi na tři pokusy) do dálky z čtvercového a lehce vyvýšeného místa, zvaného balbis, bez otočky (mohlo se házet například rozkýváním disku a vytočením trupu z místa). Jako dnes, tak i v antice závisel výkon hlavně na počáteční rychlosti disku, úhlu jeho vzletu a stabilitě letu. Hod diskem se vyvinul z hodu kamenem ve starých časech, který například Platón chtěl na úkor disku navrátit zpět (při hodu kamenem se totiž používaly obě ruce a nevznikala by pak nesouměrnost, která vzniká při jednoručním hodu diskem). Tři disky, které se používaly při pětiboji, byly uloženy v pokladnici Sikyónských.

### Akon
Akon (také apótomeus, doros), čili hod oštěpem byl další disciplínou. Řekové oštěpem házeli do dálky i na terč (skopos); není tedy jisté, o jaký hod v pětiboji šlo. Samotný oštěp měřil 120–150 centimetrů a nevážil víc než půl kilogramu; vyroben byl z jasanu. Při hodu se používal řemínek nebo poutko s očkem (ankylé), do něhož atlet provlékl ukazovák a prostředník. Toto ankylé mělo hod prodlužovat (vycvičený oštěpař údajně tímto dokázal délku hodu více než zdvojnásobit, což doložily i Napoleonovy výzkumné rekonstrukce v 18.–19. století), stabilizovat a zpřesňovat. Podle řecké mytologie byl tím prvním, kdo opatřil oštěp koženým poutkem, syn Area, boha války, Aitolos.

### Halma
Další disciplínou byl skok do dálky (halma), při němž atleti pro delší skok skákali se závažími, činkami (šlo o tzv. haltéry), jejichž hmotnost byla zhruba 1,48–4,63 kilogramů, většinou ale 2–2,5 kilogramů a délka 18–26 centimetrů. Tyto před dopadem odhazovali. Skok (obdoba našeho skoku skrčmo) s haltérami byl náročný, ale tyto skokanovi údajně pomáhaly při odrazu, letu i doskoku. Samotný skok s rozběhem začínal rozkýváním haltér, následně asi šestikrokovým rozběhem po odraziště (značku nazvanou batér, od níž se měřil pokus) a skokem do doskočiště tvořeného jámou s pískem (skamma). Po odrazu, ještě při vzestupu, přidržovali pětibojaři činky nad koleny, při sestupu předpažili a švihli rukama; před dopadem je pak odhodili.
Výkon se označoval značkou a měřil jako dnes, jen s pomocí dlouhé dřevěné tyče, zvané kánon. Nalezené zmínky o skocích pětibojařů jsou ovšem často neuvěřitelné, kupříkladu výkon, jehož dosáhl Chionis ze Sparty: „Chionis ze Sparty zvítězil v běhu na jeden stadión, dovedl také skočit do dálky dvaapadesát stop.“ Jedna olympijská stopa byla 32,04 centimetrů, tz., že by délka jeho skoku měřila 16,66 metrů. Proto také někteří historici sportu dříve zastávali názor, že se někdy mohl skákat i jakýsi více skok (třeba trojskok). Anebo se spíše sčítaly všechny pokusy (pravděpodobně tři) závodníků během jedněch her, kde součet délek platných skoků udával nejdelší skok a vítěze. Mimo pentathlon se jako samostatná disciplína halma provozoval snad jen na hrách v Eleusíně. Pro udržení rytmu kroku mohl skokan do dálky skákat i s hudebním doprovodem, tvořeným většinou flétnistou. Toto odkazuje na vítězství boha Apollóna v Olympii v běhu nad Hermem a v boxu nad Areem a jemu zasvěcenou právě flétnu.

### Palé
Poslední disciplínou antického pětiboje byl zápas (palé). Podle tradice jej vynalezl buď Prométheus a naučil zápas boha Herma, nebo jej vymyslela dcera Hermova, Palaistra, jejíž bratr Autolykos se stal učitelem Héraklovým. Ve skutečnosti se do Řecka dostal nejspíš z Malé Asie přes Egypt a Krétu. Tato disciplína měla jednoduchá pravidla. Atlet musel svého soupeře překonat pomocí chvatů a povalit jej jednou, třikrát či pětkrát na zem (pravidla se v tomto měnila), aby se jí dotyčný dotknul kolenem, prsty, boky, lopatkami; nebo se soupeř musel vzdát; k tomu se zápasilo ve ztížených podmínkách – vodou silně pokropeném písku (skamma), což snad pomáhalo i rozhodčím, aby lépe určili místo zápasníkova doteku se zemí. Rozhodujícími schopnostmi zde byla hbitost a síla.
Díky dochovaným zobrazením zápasníků dnes odvozujeme asi čtyřicet chvatů, které byly i pojmenovány; byly dovoleny záruční, krční, břišní, křížní, bederní a podkolení chvaty, podtrhy a podrazy, kroucení prstů; přesněji anatrepein (nadzvednutí), anchein (škrcení), ankyrizein (hákování), dratein (přimáčknutí), hamna (klika či smyčka), hyposkelizein (podražení kopnutím), mesolabe (zvednutí za pás), perisfingzein (dvojitý nelson), hedran strefein (zavěšení se na soupeře), trachelismós (uchopení za krk či zvrácení se nazad) ad. Zahájení zápasu bylo z podřepu rozkročmo buď boky k sobě (parathesis) nebo čely k sobě (systasis). Formy zápasu se vyvinuly dvě – orthopalé či stadaipalé, rovný či vzpřímený styl prováděný v písku, v němž zvítězil ten, kdo soupeře donutil dotknout se třikrát kolenem země (v tomto se soutěžilo v Olympii), a katopalé či kylisis nebo též halindésis (= válet se v prachu), přízemní či válivý styl na měkké půdě polité vodou, ve kterém se nekončilo po povalení soupeře, ale pokračovalo se do doby, než se jeden ze soků vzdal (zvednul ukazováček či prostředník) nebo byl absolutně vyčerpán. Zakázané byly údery, ohrožování pohlavních orgánů a očí, kousání a škrábání a opuštění vyhrazeného čtvercového či obdélníkového prostoru (pak se zápas přerušil a pokračoval z poslední pozice před vykročením jednoho ze soupeřů). Existovalo několik technik a stylů: „Nejmenší vážnosti se těšil ‚sicilský styl‘, neboť Sicilané si zvykli nahrazovat sílu úskoky a obratnost triky. ‚Bojovat argejsky, nikoli libyjsky,‘ se stalo příslovím pro mužnost Argejců. Právem byli hrdi na svůj způsob boje Sparťané: ‚Jiní ať používají lsti,‘ stojí na náhrobním pomníku jednoho z jejich zápasníků, ‚já vítězím silou, jak se sluší na syna Lakedaimonu.‘ Přitom se však hrubá síla příliš necenila, alespoň do římských dob. Svědčí o tom verš básníka Simónida z ódy na Aristodama z Élidy, který vešel rovněž do přísloví: ‚Zvítězil ne tělem mohutným, nýbrž uměním svým.‘“
V homérské době se při zápasu užívalo širokého pásu kolem beder – perisoma; později byl tento odstraněn a agónisté zápasili jen nazí.

## Reflexe pětiboje
Pětiboj byl jednou z nejoblíbenějších sportovních soutěží antických vázových malířů, kteří často zobrazovali dohromady tři z pětibojařských disciplín. Byl však oblíbený i mezi diváky a intelektuály. „Kdo má rychlé anebo vytrvalé nohy, je běžcem; kdo má sílu, jíž stiskne soupeře, je zápasníkem, a kdo umí soka zasáhnout silným úderem, je rohovníkem; kdo dokáže toto obojí, je pankratista. Kdo je však ve všem mistr, je pětibojařem.“ Tato Aristotelova slova se později stala rozšířenou charakteristikou antického pětiboje.

## Osobnosti pětiboje
Nejlepšími pětibojaři byli atleti ze Sparty. Tedy do doby, než byl v Lakedaimónu úplně dobudován militaristický režim zhruba ve druhé polovině 6. století př. Kr.: „V dialektické protikladnosti historického vývoje to znamená, že militaristická výchova ve Spartě, stupňující fyzickou zdatnost, odolnost a obratnost, podkopala svou jednoznačnou účelovostí rozvoj této zdatnosti samotné.“ Mezi nejlepší a nejznámější pětibojaře patřili Sparťané Lampis, Filombrotos, Eutelidás (jediný vítěz pětiboje dorostenců), dále pak výše zmíněný Xenofón z Korintu, Pýthokleos, Hysmón a Aischinés z Élidy, Ikkos z Tarentu.
Nejznámější sochou antického pětibojaře (zde diskaře) byl Myrónův Diskobolos, jeho datace do let 465–460 př. Kr. nejspíše znamená, že zobrazovala vítěze 79. či 80. olympijských her. Vítězem 79. her v pětiboji (a navíc i v dromos) byl Xenofón z Korintu (vítěz 80. her je neznámý). Xenofón si nechal Pindarem napsat epiníkii na oslavu svého vítězství. Dnes víme, že epiníkie (oslavné pisně) byly mnohem dražší než sochy (sochu bylo možné spatřit jen některými lidmi na jednom místě a ničil ji čas, zatímco epiníkie čas neničil a poslechnout či přečíst si ji mohli mnozí, jak odpověděl Pindaros těm, kteří mu nechtěli platit příliš vysokou cenu za jeho epiníkii). Epiníkie tak byla výsadou jen opravdu bohatých občanů a měla tedy i obrovský význam pro propagaci vlastní osoby, státu či režimu. Tímto se dá předpokládat, že Xenofón byl značně bohatý (nebo měl bohaté sponzory či se štědře zachovalo jeho rodné město) a neměl problém si pořídit i sochu obrovské kvality, jakou bezesporu Diskobolos byl. Málokterý sochař dokázal tak dokonale vystihnou pohyb jako Myrón, pro něhož byl „charakteristický zájem o to, jak se projevuje pohyb v lidském těle“.

## Antický pětiboj v České republice
V České republice se obnově antických her věnuje Antická společnost. Tato zorganizovala v roce 2018 Soutěž v antickém pětiboji a v září 2019 byl pětiboj součástí antických her v rámci akce Antické dny.

#### Prameny
- Homér, Ílias. Překl. R. Mertlík (1980). Praha: Odeon.
- Homér, Odysseia. Překl. O. Vaňorný (2017). Praha: Petr Rezek.
- Pausaniás, Cesta po Řecku I. Překl. by H. Businská (1973). Praha: Svoboda.
- Philostratus, Gymnasticus. In: Philostratus, Heroicus; Gymnasticus; Discourses 1 and 2. Ed. & Transl. by J. Rusten & J. König (2014). London: Harvard University Press.
- Platón, Zákony. Překl. F. Novotný (2016). Praha: Oikoymenh.
- Platón, Ústava. Překl. F. Novotný (2017). Praha: Oikoymenh.
- Řecká lyrika. Překl. F. Stiebitz (1954). Praha: Státní nakladatelství krásné literatury, hudby a umění.